# Rose Hall
Rose Hall es una localidad de Guyana en la región Berbice Oriental-Corentyne. 
Se ubica 22 km al este de Nueva Ámsterdam. Fue fundada por colonos holandeses y luego transferida a los descendientes de los esclavos de las plantaciones. Tiene estatus de villa desde 1908 y de ciudad desde 1970. 
Se divide en tres sectores: Middle Rose Hall, East Rose Hall y Williamsburg. El ejido total abarca 13 km²

## Demografía
Según censo de población 2002 contaba con 2411 habitantes. La estimación 2010 refiere a 3301 habitantes.
Ocupación de la población
| Dato      | Funcionarios | Profesionales y técnicos | Clero | Comercio y Servicios | Act. agrícolas | Act. industriales | Ocup. elementales | S/D   | Total  |
| --------- | ------------ | ------------------------ | ----- | -------------------- | -------------- | ----------------- | ----------------- | ----- | ------ |
| Población | 25           | 106                      | 62    | 352                  | 42             | 67                | 387               | 1370  | 2411   |
| %         | 1,04         | 4,40                     | 2,57  | 14,60                | 1,74           | 2,78              | 16,05             | 56,82 | 100,00 |